# 賈得熙
カ・ドゥッキ（賈得熙、1984年 4月22日-  ）は大韓民国の俳優。

## 活動
- 2003年に演劇俳優として初デビュー。

## 学歴
- ソウル芸術大学 演劇課

## 出演

### ドラマ
- 2009年 KBS2 水木ドラマ 『パートナー（朝鮮語版）』オ・ヨンイ役[1]
- 2009年KBS2 水木ドラマ『2009伝説の故郷（朝鮮語版） ミョジョンの珠』ソ嬪役[2]
- 2010年 KBS2 単幕劇 KBSドラマスペシャル（朝鮮語版）『ちょっとエッチな僕たちの恋愛』[3]
- 2010年 MBC 月火ドラマ『逆転の女王』プ・ミナ役[4]
- 2011年 KBS2 水木ドラマ『王女の男』リュ氏役[5]
- 2011年 MBC 水木ドラマ『負けたくない！（朝鮮語版）』カ・ドゥッキ役[6]
- 2011年 MBN 毎日シットコム『来た来た、マジで来た（朝鮮語版）』ローラ・チャン役[7]
- 2012年 tvN 水木ドラマ『イニョン王妃の男』チョ・スギョン役[8]
- 2012年 MBC 月火ドラマ『ゴールデンタイム』ソ・ヒョウン役[9]
- 2013年 tvN 月火ドラマ『ナイン～9回の時間旅行～（朝鮮語版）』キム・ユジン役[10]
- 2013年 MBC 毎日特別企画『ホジュン〜伝説の心医〜』セヒ役[11]
- 2013年 MBC 毎日特別企画『帝王の娘 スベクヒャン』ナウン役[11]
- 2014年 MBC 水木ドラマ『私の人生の春の日（朝鮮語版）』チュ・セナ役[12]
- 2015年 MBC 水木ドラマ『波瀾万丈嫁バトル（朝鮮語版）』パク・ソニョン役[13]
- 2016年 MBC 毎日ドラマ『もう一度始めよう（朝鮮語版）』若い頃のキム・ハナ役[14]
- 2016年 MBC 毎日連続劇『幸せをくれる人（朝鮮語版）』ソン・ミョンソン役[15]
- 2017年 tvN 月火ドラマ『ハベクの新婦』銀行員役(特別出演)[16]
- 2018年 KBS1 毎日ドラマ『明日も晴れ（朝鮮語版）』[17]
- 2020年 tvN 月火ドラマ『私たち、家族です～My Unfamiliar Family～（朝鮮語版）』ソ・ギョンオク役[18]

### 映画
- 2016年『その日の雰囲気』... ユンジュ役